# Ṏ
Cette page contient des caractères spéciaux ou non latins. S’ils s’affichent mal (▯, ?, etc.), consultez la page d’aide Unicode.
Ṏ (minuscule : ṏ), appelé O tilde tréma, est un graphème utilisé dans la transcription de l’arabe dialectal.
Il s'agit de la lettre O diacritée d’un tilde et d’un tréma.

## Utilisation
Le o tilde tréma est utilisé dans la transcription de l’arabe dialectal du projet TuniCo, dérivée de la translittération DMG (Deutsche Morgenländische Gesellschaft), pour représenter un voyelle mi-ouverte antérieure arrondie nasalisée /œ̃/.

## Représentations informatiques
Le O tilde tréma peut être représenté avec les caractères Unicode suivants :
- précomposé (latin additionnel) :

| formes    | représentations | chaînes de caractères | points de code | descriptions                             |
| --------- | --------------- | --------------------- | -------------- | ---------------------------------------- |
| majuscule | Ṏ               | Ṏ                     | U+1E4E         | lettre majuscule latine o tilde et tréma |
| minuscule | ṏ               | ṏ                     | U+022D         | lettre minuscule latine o tilde et tréma |

- décomposé (latin de base, diacritiques) :

| formes    | représentations | chaînes de caractères | points de code       | descriptions                                                  |
| --------- | --------------- | --------------------- | -------------------- | ------------------------------------------------------------- |
| majuscule | Ṏ               | O◌̃◌̈                   | U+004F U+0303 U+0308 | lettre majuscule latine o diacritique tilde diacritique tréma |
| minuscule | ṏ               | o◌̃◌̈                   | U+006F U+0303 U+0308 | lettre minuscule latine o diacritique tilde diacritique tréma |